# أحمد بن عبد الله معن الأندلسي
أحمد بن عبد الله معن الأندلسي أحد كبار رؤساء الزوايا وشيوخ التصوف الأغنياء بمدينة فاس، يملك عقارات بداخل المدينة وأراضي فلاحية بخارجها، لعب دورا روحيا وسياسيا خلال عهد المولى إسماعيل بفاس، وطريقته الصوفية «شاذلية قادري» ألف فيه علماء الأسرة القادرية بفاس للتعريف به وبطريقته، وكذلك علماء الأسرة الفاسية، وإلى هؤلاء يرجع فضل شهرته تاريخيا. مقتبس من كتاب نشر المثاني للقادري